# Aalborg Pirates
Pour les articles homonymes, voir AaB.
Cet article concerne la section hockey sur glace d'Aalborg Boldspilklub. Pour la section football, voir Aalborg Boldspilklub. Pour la section handball, voir Aalborg Håndbold.
Le Aalborg Pirates est un club de hockey sur glace de Aalborg au Danemark. Il évolue en Metal Ligaen l'élite danoise.

## Historique
Le Aalborg BK af 1885 est créé en 1885. En 1967 le AaB voit le jour. Ils fusionnent en 1997 pour former le Aalborg IK. En 2003, il est renommé AaB Ishockey. En 2012, l'équipe est achetée par des investisseurs et renommée Aalborg Pirates.

## Palmarès
- Vainqueur de la Metal Ligaen : 1981, 2018, 2022 et 2023.
- Vainqueur de la 1. division : 1986.
- Vainqueur de la Coupe du Danemark : 2007, 2018 et 2022.

## Gigantium

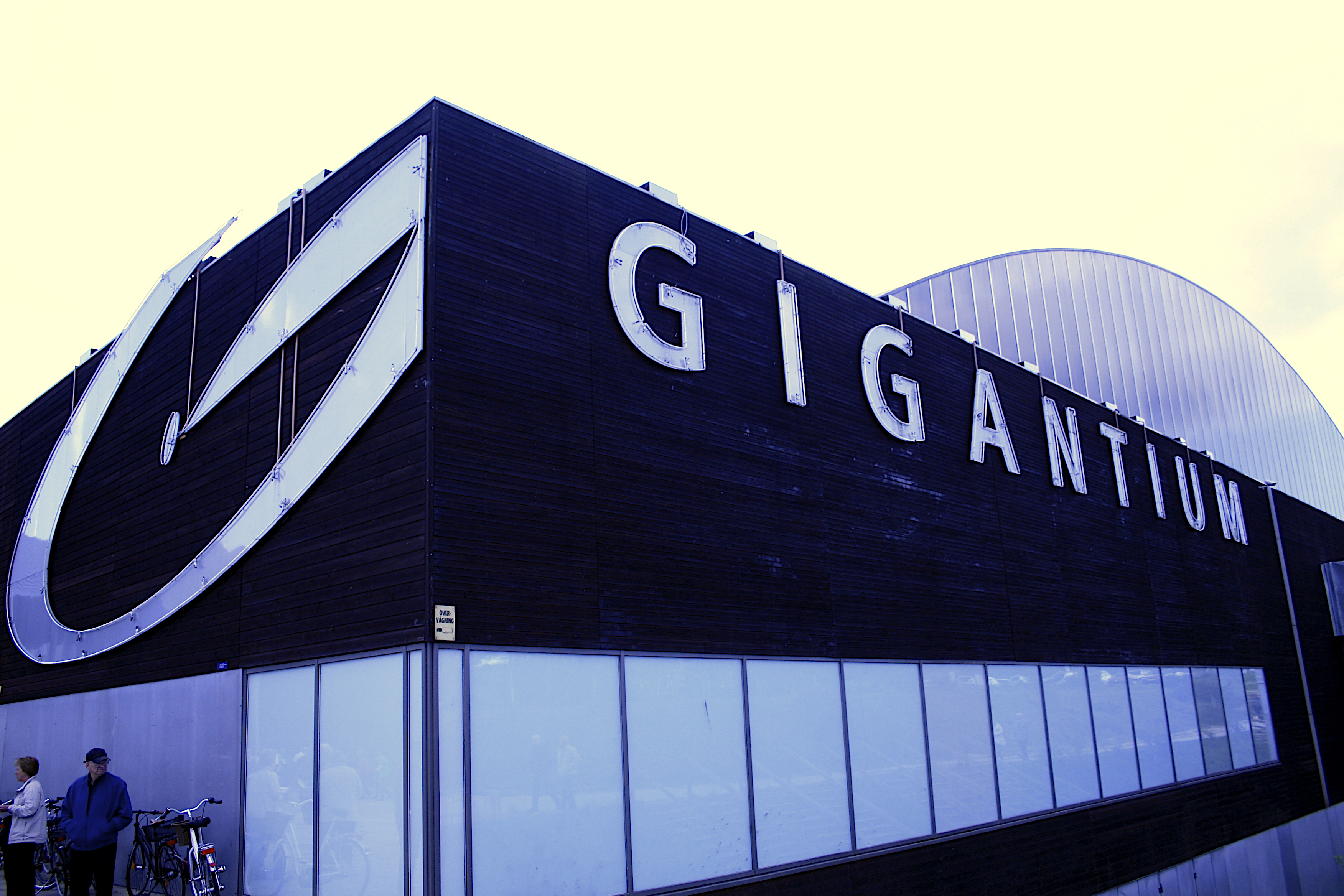
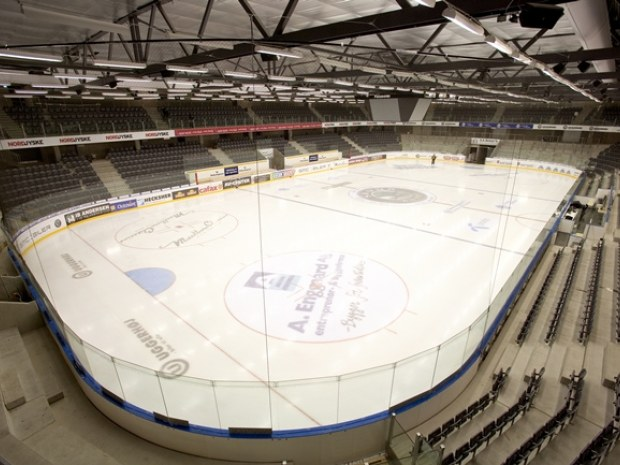
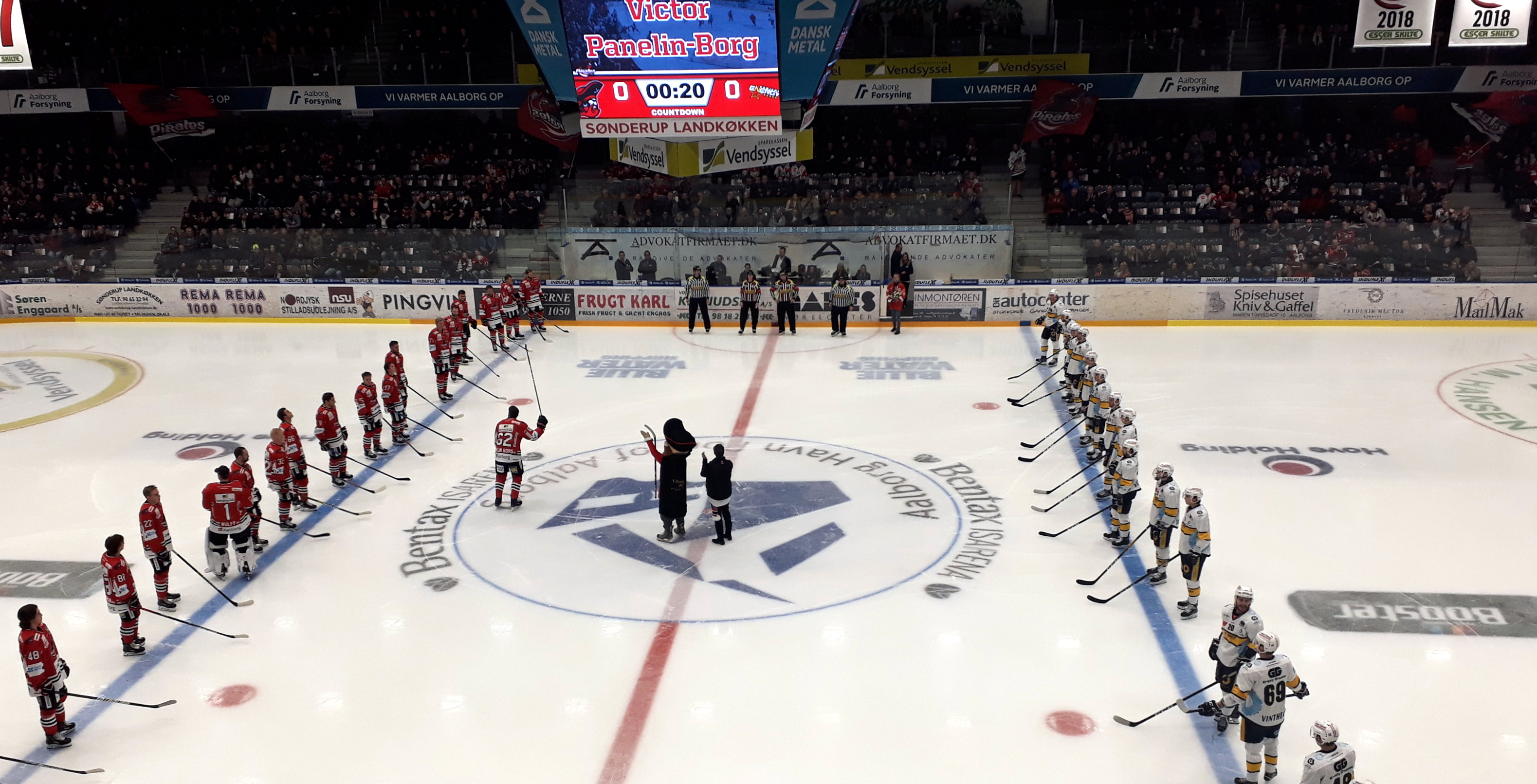

## Joueurs
| No    | Nom                         | Nat. | Position  | Arrivée                          |
| ----- | --------------------------- | ---- | --------- | -------------------------------- |
| +033, | Albert Adamsen              |      | Gardien   | 2023 - Manglerud Star Ishockey   |
| +039, | George Sørensen             |      | Gardien   | 2019 - Södertälje SK             |
| +004, | Nikolai Nielsen             |      | Défenseur | Formé au club                    |
| +009, | Bo Hanson                   |      | Défenseur | 2023 - Heartlanders de l'Iowa    |
| +012, | Mads Frederiksen            |      | Défenseur | Formé au club                    |
| +024, | Nikolaj Carstensen          |      | Défenseur | 2017 - SønderjyskE               |
| +029, | Jonas Brøndberg             |      | Défenseur | 2023 - Kristianstads IK          |
| +032, | Lasse Bo Knudsen            |      | Défenseur | Formé au club                    |
| +040, | Anders Koch                 |      | Défenseur | 2021 - Esbjerg Energy            |
| +005, | Magnus Boesen               |      | Attaquant | Formé au club                    |
| +007, | Kirill Kabanov              |      | Attaquant | 2019 - Krefeld Pinguine          |
| +008, | Tor Ulrik Bolther Rasmussen |      | Attaquant | Formé au club                    |
| +011, | Thomas Andersen             |      | Attaquant | 2023 - Herning Blue Fox          |
| +019, | Pierre-Olivier Morin        |      | Attaquant | 2023 - Gothiques d'Amiens        |
| +021, | Jeppe Jul Korsgaard         |      | Attaquant | Formé au club                    |
| +026, | Patrick Bjorkstrand         |      | Attaquant | 2021 - EC Villacher SV           |
| +053, | Thomas Spelling             |      | Attaquant | 2018 - SønderjyskE               |
| +061, | Julian Jakobsen             |      | Attaquant | 2016 - Hamburg Freezers          |
| +073, | Tommy Giroux                |      | Attaquant | 2023 - Ducs d'Angers             |
| +087, | Tobias Ladehoff             |      | Attaquant | Formé au club                    |
| +088, | Calder Brooks               |      | Attaquant | 2023 - Rush de Rapid City        |
| +093, | Matthew Salhany             |      | Attaquant | 2022 - SønderjyskE               |
| +097, | Oliver Anker Christensen    |      | Attaquant | 2022 - Frederikshavn White Hawks |